# كليمنت كورمير
كليمنت كورميّر هو أكاديمي كندي، ولد في 15 يناير 1910 في مونكتون في كندا، وتوفي بنفس المكان في 28 يوليو 1987.